# ハウピア

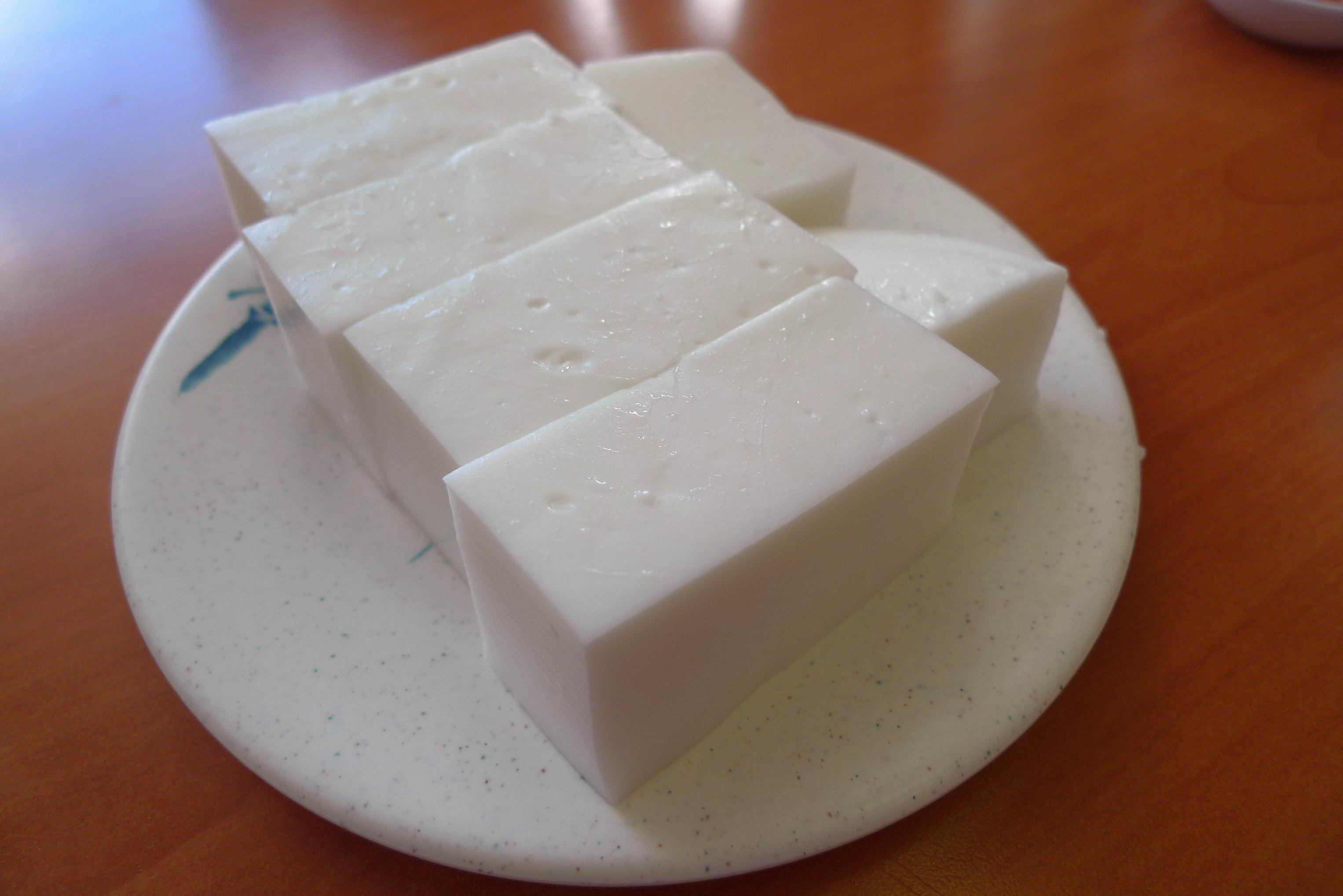
ハウピア

ハウピア（Haupia）は、ココナッツミルクからできたハワイの伝統的なデザートで、ルアウの際によく食べられる。第二次世界大戦後は、ウエディングケーキなどのケーキの飾りとしてもしばしば用いられる。
製法的には胡麻豆腐やジーマーミ豆腐などと同じで、脂質を多く含むココナッツの果汁をデンプンで固めることによって作られる。
伝統的なハワイのレシピでは、温めたココナッツミルクにすりつぶしたタシロイモを加え、固まるまで混ぜる。タシロイモのデンプンは手に入りにくいため、コーンスターチで代用されることもある。他のココナッツデザートでは、デンプンの代わりにゼラチンを用いるものも多いが、ハウピアではゼラチンは用いない。ハウピアの味をつけた菓子も多く、Meadow Goldのハウピア味のヨーグルトはとても人気がある。

## レシピの一例
薄めたココナッツミルクに砂糖、塩、タシロイモまたはコーンスターチを混ぜ、滑らかに固まるまで加熱する。固まったら四角い容器に移し、冷却する。通常はキューブ状にカットして、ティの葉に乗せて提供される。